# Acalypha websteri
Acalypha websteri là một loài thực vật có hoa trong họ Đại kích. Loài này được Cardiel mô tả khoa học đầu tiên năm 2000.